# Wapen van de Filipijnen

Het wapen van de Filipijnen met adelaar en leeuw

Het wapen van de Filipijnen zonder adelaar en leeuw

Het wapen van de Filipijnen heeft als meest opvallende kenmerk in het midden een zon met acht stralen. Deze acht stralen representeren de acht provincies die door Gouverneur-Generaal Ramón Blanco onder een staat van beleg waren geplaatst tijdens de Filipijnse revolutie. Deze provincies waren Batangas, Bulacan, Cavite, Manilla, Laguna, Nueva Ecija, Pampanga en Tarlac.  De drie vijfpuntige sterren bovenin representeren de drie eilandengroepen van de Filipijnen Luzon, Visayas en Mindanao.  In het blauwe gedeelte aan de linkerzijde in de adelaar van de Verenigde Staten afgebeeld. In het rode gedeelte aan de rechterzijde staat de leeuw van Spanje. Dit ter nagedachtenis aan de twee kolonisatoren van het land.  Het ontwerp van het wapen lijkt sterk op dat van het wapen ten tijde van het Gemenebest van de Filipijnen in 1940.
De woorden op de boekrol zijn door de jaren heen veranderd. Van de onafhankelijkheid in 1947 tot 1972, het jaar dat president Ferdinand Marcos de staat van beleg uitriep, stonden daar de woorden "REPUBLIC OF THE PHILIPPINES."  Van 1979 tot aan de val van Marcos in 1986, "ISANG BANSA ISANG DIWA" ("One Nation, One Spirit").  Sinds die tijd staat er "REPUBLIKA NG PILIPINAS".  In 1998 werd Republic Act No. 8491 aangenomen waarin de adelaar en de leeuw voorgeschreven werden. Deze aangepaste versie van het wapen is echter niet veel in gebruik in afwachting van de ratificatie van de wet door een referendum.
Afghanistan · Armenië · Azerbeidzjan · Bahrein · Bangladesh · Bhutan · Brunei · Cambodja · China: Volksrepubliek / Republiek (Taiwan) · Cyprus · Filipijnen · Georgië · India · Indonesië · Irak · Iran · Israël · Japan · Jemen · Jordanië · Kazachstan · Kirgizië · Koeweit · Laos · Libanon · Malediven · Maleisië · Mongolië · Myanmar · Nepal · Noord-Korea · Oezbekistan · Oman · Oost-Timor · Pakistan · Palestina · Qatar · Rusland · Saoedi-Arabië · Singapore · Sri Lanka · Syrië · Tadzjikistan · Thailand · Turkmenistan · Turkije · Verenigde Arabische Emiraten · Vietnam · Zuid-Korea

Afhankelijke gebieden: Hongkong · Macau

Betwiste gebieden: Noord-Cyprus